# Saltos ornamentais nos Jogos Asiáticos de 2022
As provas de saltos ornamentais dos Jogos Asiáticos de 2022 foram realizadas no Centro Aquático do Parque Esportivo Olímpico de Hangzhou, no Centro de Exposições Esportivas Olímpicas de Hangzhou [en], em Hangzhou, na China, entre os dias 30 de setembro a 4 de outubro de 2023.

## Cronograma
| P | Preliminar | F | Final |

| Evento↓/Data →                            | 30 Sáb | 1º Dom | 2 Seg | 3 Ter | 3 Ter | 4 Qua | 4 Qua |
| ----------------------------------------- | ------ | ------ | ----- | ----- | ----- | ----- | ----- |
| Trampolim de 1 m masculino                |        |        | F     |       |       |       |       |
| Trampolim de 3 m masculino                |        |        |       | P     | F     |       |       |
| Plataforma de 10 m masculino              |        |        |       |       |       | P     | F     |
| Trampolim sincronizado de 3 m masculino   | F      |        |       |       |       |       |       |
| Plataforma sincronizada de 10 m masculino |        | F      |       |       |       |       |       |
| Trampolim de 1 m feminino                 |        |        | F     |       |       |       |       |
| Trampolim de 3 m feminino                 |        |        |       |       |       | P     | F     |
| Plataforma de 10 m feminino               |        |        |       | P     | F     |       |       |
| Trampolim sincronizado de 3 m feminino    |        | F      |       |       |       |       |       |
| Plataforma sincronizada de 10 m feminino  | F      |        |       |       |       |       |       |

## Nações participantes
Um total de 65 atletas de 13 nações competiram nos saltos ornamentais nos Jogos Asiáticos de 2022:
- CHN China (14)
- HKG Hong Kong (3)
- IND Índia (2)
- INA Indonésia (1)
- IRI Irã (1)
- JPN Japão (7)
- KAZ Cazaquistão (2)
- MAC Macau (5)
- MAS Malásia (11)
- SGP Singapura (4)
- KOR Coreia do Sul (9)
- THA Tailândia (4)
- UZB Uzbequistão (2)

## Medalhistas

### Masculino
| Evento                          | Ouro                           | Prata                                         | Bronze                                                       |
| ------------------------------- | ------------------------------ | --------------------------------------------- | ------------------------------------------------------------ |
| Trampolim de 1 m                | Wang Zongyuan CHN China        | Peng Jianfeng CHN China                       | Woo Ha-ram KOR Coreia do Sul                                 |
| Trampolim de 3 m                | Wang Zongyuan CHN China        | Zheng Jiuyuan CHN China                       | Yi Jae-gyeong KOR Coreia do Sul                              |
| Plataforma de 10 m              | Yang Hao CHN China             | Bai Yuming CHN China                          | Rikuto Tamai JPN Japão                                       |
| Trampolim sincronizado de 3 m   | CHN China Yan Siyu He Chao     | KOR Coreia do Sul Yi Jae-gyeong Woo Ha-ram    | MAS Malásia Syafiq Puteh Ooi Tze Liang                       |
| Plataforma sincronizada de 10 m | CHN China Yang Hao Lian Junjie | KOR Coreia do Sul Yi Jae-gyeong Kim Yeong-nam | MAS Malásia Bertrand Rhodict Lises Enrique Maccartney Harold |

### Feminino
| Evento                          | Ouro                              | Prata                                     | Bronze                                          |
| ------------------------------- | --------------------------------- | ----------------------------------------- | ----------------------------------------------- |
| Trampolim de 1 m                | Li Yajie CHN China                | Lin Shan CHN China                        | Kim Su-ji KOR Coreia do Sul                     |
| Trampolim de 3 m                | Chen Yiwen CHN China              | Chang Yani CHN China                      | Sayaka Mikami JPN Japão                         |
| Plataforma de 10 m              | Quan Hongchan CHN China           | Chen Yuxi CHN China                       | Pandelela Rinong MAS Malásia                    |
| Trampolim sincronizado de 3 m   | CHN China Chen Yiwen Chang Yani   | MAS Malásia Ng Yan Yee Nur Dhabitah Sabri | KOR Coreia do Sul Park Ha-reum Kim Su-ji        |
| Plataforma sincronizada de 10 m | CHN China Quan Hongchan Chen Yuxi | JPN Japão Matsuri Arai Minami Itahashi    | MAS Malásia Nur Dhabitah Sabri Pandelela Rinong |

## Tabela de medalhas
| Pos.               | País                | Ouro | Prata | Bronze | Total |
| ------------------ | ------------------- | ---- | ----- | ------ | ----- |
| 1                  | China (CHN)         | 10   | 6     | 0      | 16    |
| 2                  | Coreia do Sul (KOR) | 0    | 2     | 4      | 6     |
| 3                  | Malásia (MAS)       | 0    | 1     | 4      | 5     |
| 4                  | Japão (JPN)         | 0    | 1     | 2      | 3     |
| Total (4 entradas) | Total (4 entradas)  | 10   | 10    | 10     | 30    |